# Липянка (Харьковская область)
Липянка (укр. Лип'янка), село, 
Петровский сельский совет, 
Красноградский район, 
Харьковская область.
Код КОАТУУ — 6323385003. Население по переписи 2001 года составляет 85 (31/54 м/ж) человек.

## Географическое положение
Село Липянка находится на расстоянии в 3 км от села Дальнее (Кегичевский район). 
На расстоянии в 2 км находится железнодорожная станция Шляховой.

## История
- 1908 — дата основания.